# Andris Rozenbergs
Andris Rozenbergs né le 20 mai 1938 à Riga en Lettonie est un réalisateur letton et soviétique.

## Biographie
Le père du réalisateur Kārlis Rozenbergs travaille au théâtre d’opérette de Riga. Andris est scolarisé à l'école numéro 1 de Riga. Il fait des études à la faculté philologique de l'Université de Lettonie (1959-1969). À partir de 1964, il collabore régulièrement avec la télévision lettonne. 
À la fin de ses études, Rozenbergs travaille au Musée national d'histoire de Lettonie. En 1974, il complète ses études à Institut national de la cinématographie à Moscou dans la classe de maître de Igor Talankine et Grigori Tchoukhraï. 
Il tourne également, au début de sa carrière, les épisodes des séries de communication télévisuelle  Padomju Latvija et Pionieris. Le 3 février 1975, il est embauché comme réalisateur à Riga Film Studio, mais son premier film Reflets sur l'eau (en letton : "Atspulgs ūdenī") sera tourné seulement en 1977. 
Il reçoit le prix pour le meilleur début cinématographique au Festival national du cinéma à Erevan et le prix de la revue Sovetski ekran (en russe : "Советский экран"). Le cinéaste a également travaillé dans le genre documentaire. Son film Le châtiment pour un rêve ("Sods par sapni", 1995) a été récompensé au Festival international du Film documentaire à l'île de Bornholm.
Il écrit les scénarios de série de communication télévisuelle Latvijas hronika en 1991-1995. En 1994-2005 il est responsable en communication du Centre cinématographique de Lettonie. Andris Rozenbergs prend sa retraite en 2006.

## Filmographie

### Fictions
- Reflet dans l'eau ("Atspulgs ūdenī", 1977)
- Attendez „John Grafton" ("Gaidiet „Džonu Graftonu"", 1979)
- Vie privée du père Noël ("Salavecim personīgā dzīve", 1982)
- Mon ami petit Socrate ("Mans draugs Sokrātiņš", 1984)
- Homme de la courre ("Svītas cilvēks", 1987)
- La vainqueure ("Uzvarētāja", 1987)
- Âmes à l’abri ("Dvēseles aizvējā" 1990)

### Documentaires
- De Jāņi à Mārtiņi ("No Jāņiem, līdz Mārtiņiem", 1989)
- Mieux vaut ("Labāk mani karā kāva", 1990)
- Baltica - 91 ("Baltika - 91", 1991)
- Le Tingeltangel ("Tingeltangelis", 1992)
- Le châtiment pour un rêve ("Sods par sapni", 1994)